# Ferrari Typ 051

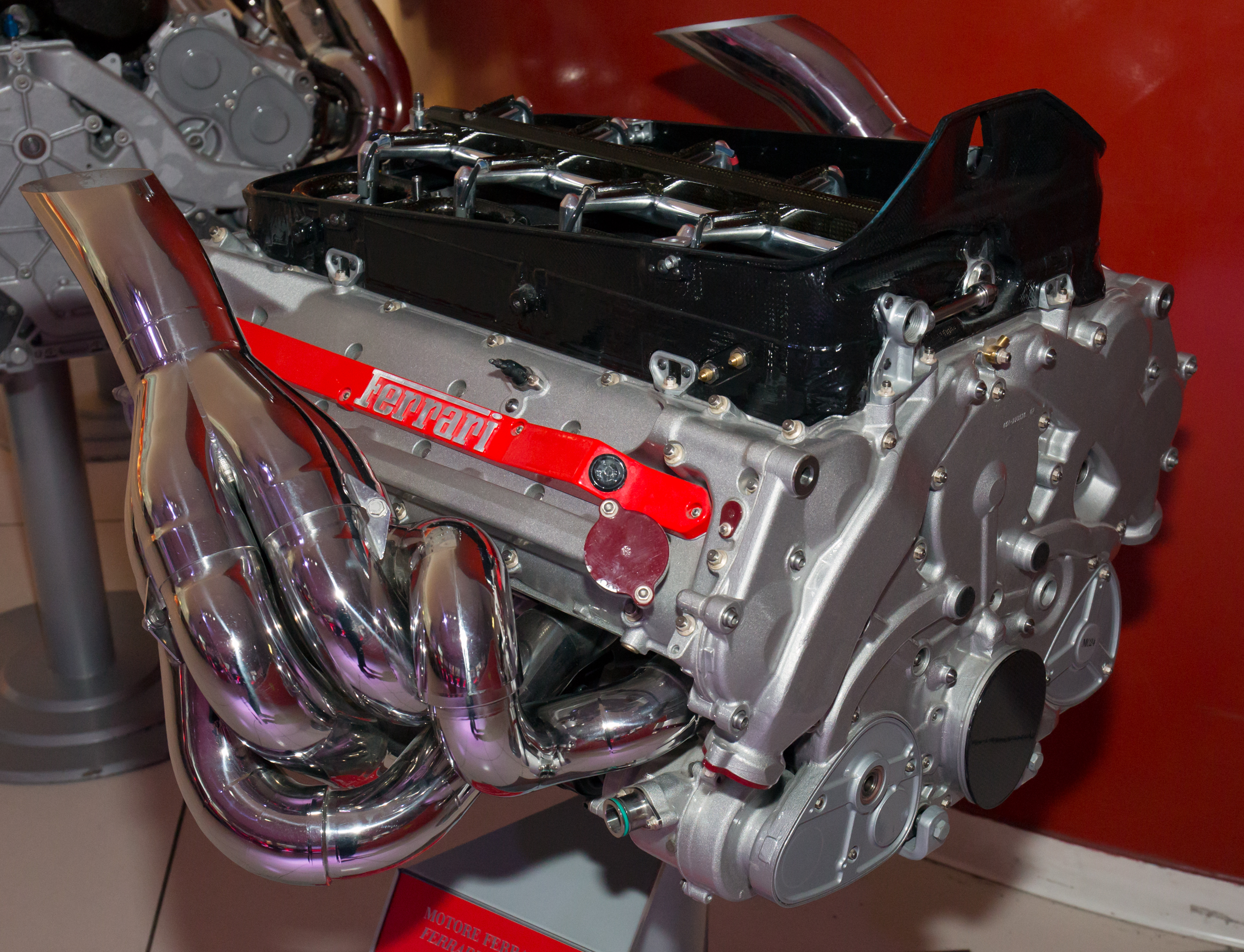
Ferrari Typ 051 im Ferrari-Museum

Ferrari Typ 051 ist die Bezeichnung eines Rennmotors des italienischen Herstellers Ferrari, den das Team in der Formel 1 in der Saison 2002 einsetzte. Der V10-Motor wurde unter Motorenchef Paolo Martinelli entwickelt.

## Entwicklung
Bei dem Typ 051 handelte es sich um eine Neuentwicklung, die jedoch auf die Architektur des Vorgängers, Typ 050, zurückgriff. So wurden alle Hauptkomponenten überarbeitet. Der Motorblock wurde unter Verwendung einer verfeinerten Mikrogusstechnologie hergestellt. Die Zylinderköpfe wurden verkleinert und das Kurbelgehäuse so geändert, dass die Kurbelwelle tiefer gelegt und damit für das Fahrzeug eine außergewöhnlich tiefe Schwerpunktlage erreicht werden konnte. Die zugehörigen Komponenten wurden neu gestaltet um die rotierenden Massen und die Reibung zu verringern.
Zum neuen Motor entwickelte Ferrari zusätzlich ein neues Getriebe. Das neue Gehäuse wurde erheblich kleiner, steifer und aus einer leichten Titanlegierung hergestellt, wodurch es etwa 15 % leichter war als sein Vorgänger. Zusammen mit den leichteren Einbauten und der neuen kupplungslosen Direktschalttechnologie führte dies zu einer sanfteren und schnelleren Schaltung. Prototypen dieses Getriebes befanden sich bereits im September 2001 auf dem Prüfstand. So konnte das Team sicherstellen, dass es trotz aller Innovationen von Anfang an zuverlässig war.
Das Motor-Management stammte wie bisher von Magneti Marelli, Shell lieferte den Treibstoff.

## Verwendung
Der Typ 051 wurde von Ferrari in der Saison 2002 beim F2002 verwendet. Sauber nutzte diesen Motor (Entwicklungsstand Mitte September 2002) beim Sauber C22 in der Saison 2003. Sauber nutzte für den Motor jedoch den Namen PETRONAS 03A.

## Technische Daten
| Datenbezeichnung   | Beschreibung               |
| ------------------ | -------------------------- |
| Gewicht            | ca. 95 kg                  |
| Zylinder           | V10                        |
| Zylinderbankwinkel | 90°                        |
| Bohrung            | 96 mm                      |
| Kolbenhub          | 41,4 mm                    |
| Ventile            | 4 pro Zylinder             |
| Hubraum            | 3,0 Liter                  |
| Drehzahl           | max. 17.800/min            |
| Leistung           | ~ 614 kW (835 PS)          |
| Literleistung      | 279 PS                     |
| Auspuff            | zwei Austrittsrohre        |
| Einbaulage         | Mittelmotor, hinten, längs |

Ferrari gab offiziell 835 PS bei 17.800 Umdrehungen/Minute an. Im Qualifying-Modus entwickelte der Motor jedoch bis zu 900 PS bei 19.000 Umdrehungen/Minute. Um die Haltbarkeit zu gewährleisten, wurde die Leistung im Rennen reduziert. Dort lieferte er bis zu 865 PS bei 18.600 Umdrehungen/Minute. Mit dieser Leistung galt der Typ 051 als einer der stärksten Motoren im Feld und wurde nur vom von BMW Williams eingesetzten P81 übertroffen. Dieser leistete bis zu 940 PS, war aber weniger zuverlässig als der Typ 051.
Im Laufe der Saison gab es zwei weitere Ausbaustufen, Typ 051B/C.